# Sonchus asper subsp. asper
Sonchus asper subsp. asper é uma subespécie de planta com flor pertencente à família Asteraceae. 
A autoridade científica da subespécie é (L.) Hill, tendo sido publicada em Illustrierte Flora von Mittel-Europa 6(2) 1928.
Os seus nomes comuns são sarralha, serralha-áspera, serralha-escura ou serralha-preta.

## Portugal
Trata-se de uma subespécie presente no território português, nomeadamente em Portugal Continental, no Arquipélago dos Açores e no Arquipélago da Madeira.
Em termos de naturalidade é nativa de Portugal Continental e do Arquipélago da Madeira e introduzida no Arquipélago dos Açores.

## Protecção
Não se encontra protegida por legislação portuguesa ou da Comunidade Europeia.